# Víctor Manuel González
Víctor Manuel González Acevedo (* 12. Dezember 1946 in Santa Cruz) ist ein ehemaliger chilenischer Fußballspieler und -trainer. Der Stürmer absolvierte ein Länderspiel für Chile. 

## Karriere

### Verein
Víctor Manuel González begann bei Deportivo Antártida de Nancagua und wechselte 1966 zu Audax Italiano in die Primera División, gab sein Erstligadebüt aber erst nach einer weiteren Zweitligastation 1969 bei Green Cross Temuco. Dort wurde der Offensivspieler zu einem wichtigen Akteur. Bis 1978 spielte González für den Klub aus Temuco, mit einer Unterbrechung von einem Jahr bei Deportes La Serena. Zum Abschluss seiner Karriere spielte der Angreifer noch für Deportes Concepción aus der Primera División und im letzten Karrierejahr für den CD Huachipato aus der Segunda División.
Nach seiner aktiven Karriere war González als Trainer bei Lota Schwager, Naval und Deportes Puerto Montt aktiv.

### Nationalmannschaft
Víctor Manuel González absolvierte im August 1972 unter Trainer Rudi Gutendorf bei der 0:2-Niederlage im Freundschaftsspiel gegen Mexiko sein einziges Länderspiel für die Nationalmannschaft Chiles.